# لیک کومو (فلوریدا)
لیک کومو (به انگلیسی: Lake Como) یک منطقهٔ مسکونی در ایالات متحده آمریکا است که در شهرستان پاتنم، فلوریدا واقع شده‌است. لیک کومو ۲۱٫۰۳ متر بالاتر از سطح دریا واقع شده‌است.